# Atak angielski na Porto Farina
Atak na Porto Farina – starcie zbrojne, które miało miejsce w roku 1655.
W roku 1655 brytyjska eskadra w sile 15 okrętów pod dowództwem admirała Roberta Blake'a skierowała się ku brzegom Tunezji. Jej celem była baza korsarzy północnoafrykańskich w Porto Farina (obecnie Ghar el-Melh położone 45 km na płn od Tunisu). Dnia 4 kwietnia Anglicy wdarli się do portu, niszcząc ogniem artylerii działa miejscowego fortu. Następnie desant żołnierzy spalił 9 stojących w porcie okrętów korsarskich.